# Bradea kuhlmanni
Bradea kuhlmanni är en måreväxtart som beskrevs av Alexander Curt Brade. Bradea kuhlmanni ingår i släktet Bradea och familjen måreväxter. Inga underarter finns listade i Catalogue of Life.